# Église protestante luthérienne de Schaumbourg-Lippe
L’Église protestante luthérienne de Schaumburg-Lippe (en allemand : Evangelisch-Lutherische Landeskirche Schaumburg-Lippe) est une église protestante allemande d’obédience luthérienne, et la plus petite des 20 églises membres (Landeskirche) de l’Église protestante en Allemagne (EKD). Comme toutes les Landeskirchen (églises nationales avant 1918, régionales depuis), elle a le statut d’établissement public. Outre son appartenance à l’EKD, elle est également membre de l’Église protestante luthérienne unie d'Allemagne (VELKD) et de la Confédération des Églises protestantes en Basse-Saxe. La « cathédrale » (ou église principale, celle où prêche l’évêque) de l’Église protestante luthérienne de Schaumburg-Lippe est l’église de Bückeburg (Bückeburger Stadtkirche), un édifice de style « Renaissance de la Weser », et l’un des plus importants édifices des débuts du protestantisme en Allemagne du nord.

## Statistiques
L’Église protestante luthérienne de Schaumbourg-Lippe, dont le siège est à Bückeburg (district de Schaumbourg, Basse-Saxe), compte (en 2019) 49 269 membres et 22 paroisses. 

## Histoire
Son histoire est étroitement liée à celle de la principauté de Schaumburg-Lippe, petit État de 340 km2 dont la capitale était Bückeburg, devenu l’État libre de Schaumbourg-Lippe sous la république de Weimar et qui fut intégré à l’État de Basse-Saxe en 1946. L’église principale de l’Église protestante luthérienne de Schaumbourg-Lippe est l’imposante église de la ville de Bückeburg, construite entre 1611 et 1615.
Depuis le XIIe siècle, une famille avait donné son nom au château de Schaumburg à Rinteln. Cette famille fut bientôt capable d’établir sa domination sur un petit territoire. Ecclésiastiquement, la région appartenait au diocèse de Minden. À l’époque de la Réforme, le comte Otto IV de Schaumbourg promulgua le 5 mai 1559, peu après son mariage à Elisabeth Ursula de Brunswick-Lüneburg, une fille Ernest Ier de Brunswick-Lunebourg dit le confesseur, la discipline ecclésiastique luthérienne du Mecklembourg de 1552 comme la seule valide dans le comté de Schaumburg et il nomma le réformateur Jacob Dammann dans sa ville résidentielle de Stadthagen. Le comté était ainsi passé au luthéranisme. En 1640 le comté de Schaumburg fut divisé : d’une part un (nouveau) comté de Schaumburg avec Rinteln comme capitale qui revint à la Hesse, plus tard à l’électorat de Hesse puis à la province de Hesse-Nassau et appartenant à la l’Église réformée Lippe, et d’autre part le comté de Schaumburg-Lippe avec Bückeburg comme capitale, appartenant à la maison de Lippe, une lignée seigneuriale réformée qui cependant autorisa le luthéranisme dans ses États. Ce comté fut élevé à la dignité de principauté en 1807 après que le comte Georg-Wilhelm eut rejoint la confédération du Rhin. En 1815, la principauté de Schaumburg-Lippe rejoint la Confédération germanique et devient après 1871 un État membre de l’Empire allemand.
Le chef de l’Église (summus episcopus) était le prince régnant sur la principauté de Schaumburg-Lippe comme le voulait le régime de gouvernement seigneurial des églises en vigueur dans le Saint Empire (cocassement, c’était donc un réformé qui était le summus episcopus d’une église luthérienne.). Le chef spirituel de l’église était toutefois un surintendant luthérien. Le plus célèbre d’entre eux fut le poète Johann Gottfried Herder, de 1771 à 1776. Le corps exécutif était le consistoire.
Sous le régime laïc de la république de Weimar, la direction de l’église a été confiée au synode élu, qui élisait à son tour le surintendant d’État.
Après la Seconde Guerre mondiale, malgré l’absorption de l’État de Schaumburg-Lippe par l’État de Basse-Saxe, l’église régionale est restée indépendante et a simplement rejoint les fédérations protestantes et luthériennes allemandes : l’Église protestante en Allemagne (EKD) et l’Église protestante luthérienne unie d'Allemagne (VELKD). Le surintendant d’État porte depuis 1949 le titre d’évêque (Landesbischof). L’administration de l’église est restée implantée à Bückeburg.
L’église régionale de Schaumburg-Lippe a été la dernière église de l’EKD à introduire l’ordination des femmes en 1991. La question d’une réunion des églises de Basse-Saxe en une seule église d’état est actuellement un sujet de débats fréquents.